# Antífanes da Macedônia
Antífanes (em grego clássico: Ἀντιφάνης) da Macedônia é o autor de dez epigramas na antologia grega; um deles é chamado de Antífanes da Megalópole e pode ser de outro poeta.

Ele viveu após o tempo de Meleagro (isto é, depois de 100 a.C.), mas antes do tempo de Filipe de Tessalônica, isto é, sobre o reinado do imperador romano Augusto; pois Filipe incorporou os epigramas de Antífanes em sua antologia, o que significa que eles chegaram aos nossos tempos.